# Löcherkogel
Le Löcherkogel est une montagne qui s’élève à 3 324 m d’altitude dans les Alpes de l'Ötztal, en Autriche.